# Pottes
Pottes (en picard : Pote) est une section de la commune belge de Celles située en Région wallonne dans la province de Hainaut.
C'était une commune à part entière avant la fusion des communes de 1977.

## Étymologie
Le nom de Pottes viendrait du latin médiéval postis signifiant « pieu », « pilotis ». Une autre hypothèse fait dériver Pottes du latin posta signifiant « station », « poste ».

## Géographie
Pottes se trouvait à cheval sur la limite entre l'ancien comté de Hainaut et la Flandre romane.
La localité est située exactement à 15 km de Renaix, 15 km de Mouscron et 15 km de Tournai. Elle est entourée de villages flamands tels qu'Avelgem, Espierres, Helchin…
Le territoire de la commune est traversé par le GR 122.

## Évolution démographique
- Sources : INS, Rem. : 1831 jusqu'en 1970 = recensements, 1976 = nombre d'habitants au 31 décembre.

## Histoire
L'ancienne commune de Pottes a une origine qui remonte très loin dans le temps.
Néanmoins, elle n'est citée pour la première fois dans les relevés de fiefs aux archives de Tournai qu'en 1017, puis en 1186 et en 1314. Elle était traversée par une chaussée romaine qui allait de Tournai à Audenarde en suivant la rive droite de l'Escaut.
La localité remonte donc à l'époque romaine. La dénomination du village dérive du mot latin posta signifiant « station », « poste ». Une station était un lieu d'arrêt, une étape où des employés du gouvernement romain entretenaient quarante chevaux de trait et un certain nombre de voitures à l'usage et à la disposition du public.
De cette époque – près de 2 000 ans – on a retrouvé à la rue Cadu, des vases de terre cuite contenant des monnaies romaines, débris de meules, de moulins à bras, d'armures et d'instruments en fer. Le hameau de Cadu est d'ailleurs le centre géographique du village. Jusqu'à la dernière guerre mondiale, les kermesses s'y déroulaient. Ce centre va lentement se déplacer vers l'Escaut avec la construction de l'église par les seigneurs de Germignies. La place publique va se stabiliser devant les bâtiments de l'administration communale édifiée en 1901.

### Les seigneuries
Deux seigneuries se partageaient le territoire : celle de Germinies et celle du Quesnoy.

#### Le château-ferme de la Place

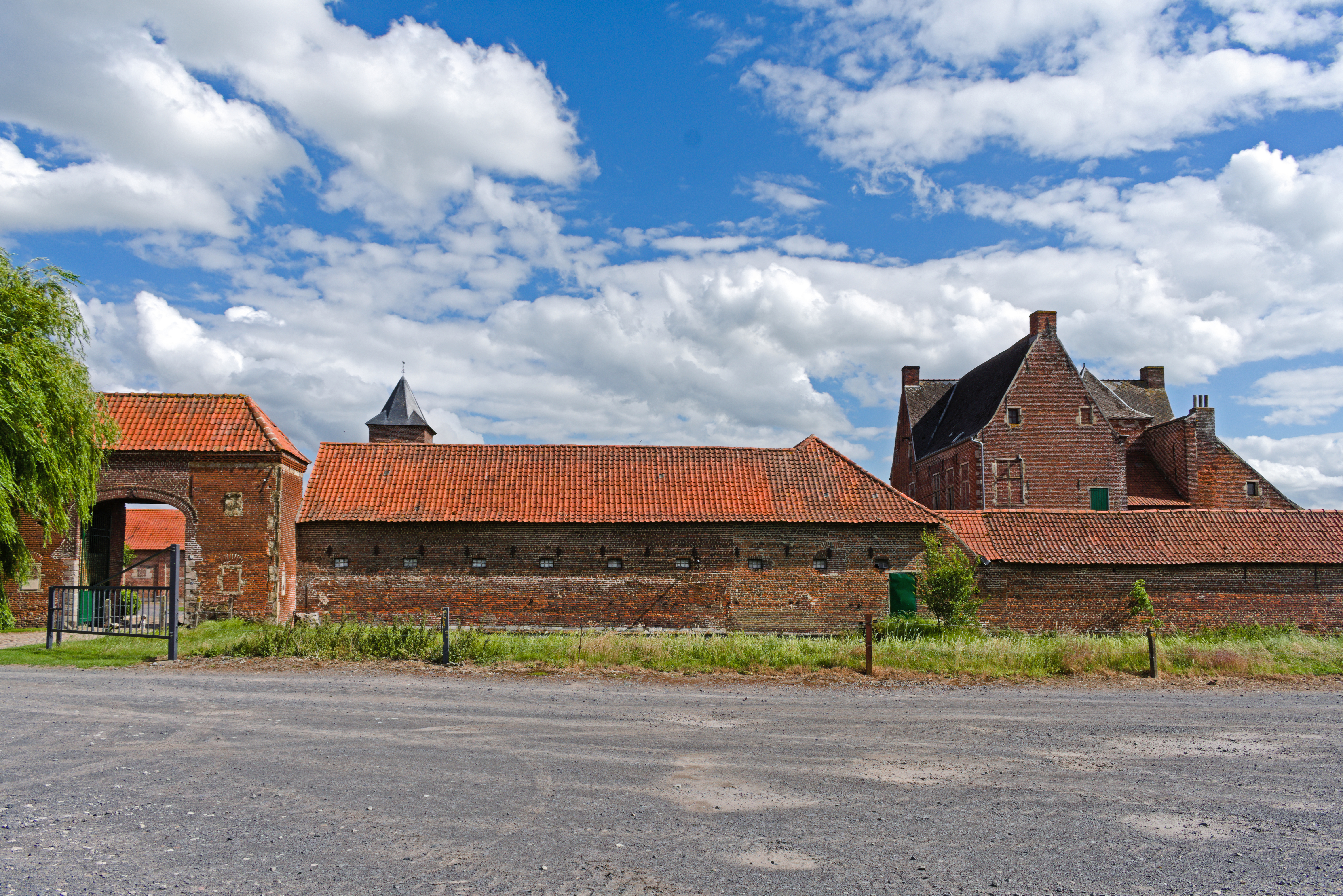
Le château-ferme de la Place.

Cette seigneurie a donné son nom à un hameau du village. Elle existe depuis le XIIe siècle et appartenait à monseigneur Thierry puis à Gérard Ier de Pottes, ce dernier décédant en 1170.
Faut-il affirmer que ce fief n'est pas plus ancien ? Que non ! Cette seigneurie importante – 333 hectares – doit avoir une origine plus lointaine.
Ce fut naguère une place fortifiée qui dut subir les assauts des Vikings, ces hommes du Nord qui se déplaçaient en drakkars sur l'Escaut en remontant le fleuve vers la France.
Après Gérard de Pottes, par héritage, la seigneurie passa successivement aux Stavels et aux Marnix. En 1660, la baronnie fut vendue à Pierre de Croix de Bauffremez. Par mariage, les Beauffort puis les Lévis de Mirepoix obtiennent le domaine qui devient une grande exploitation agricole.

#### Le manoir du Quesnoy-en-Pottes
C'est Charles d'Aubermont, souverain prévôt de Tournai, qui fit élever vers 1630 ce château de style espagnol. Il englobe un vieux donjon datant du XIIIe siècle.
Dans la façade du château apparaît une pierre rectangulaire dans laquelle sont gravés deux noms : LILLE à gauche et HAINAUT à droite. Cette gentilhommière était ainsi érigée sur deux juridictions différentes.
Trois curiosités : la salle basse bien restaurée, les salles de Lille et du Hainaut et la chapelle castrale.
En août 1692, après la sanglante Bataille de Steinkerque, les soldats français campèrent dans la plaine de Pottes. En 1697, Louis XIV occupa le manoir comme place forte de sécurité.
Aux XVIIIe siècle, la propriété passa à la famille van de Kerchove, puis à la famille de Vreese.
Les pères récollets qui obtinrent un couvent derrière le parc du château furent dispersés par Joseph II en 1785.
Depuis 1990, le château a été vendu.

## Patrimoine et culture

### Patrimoine architectural

#### L'église

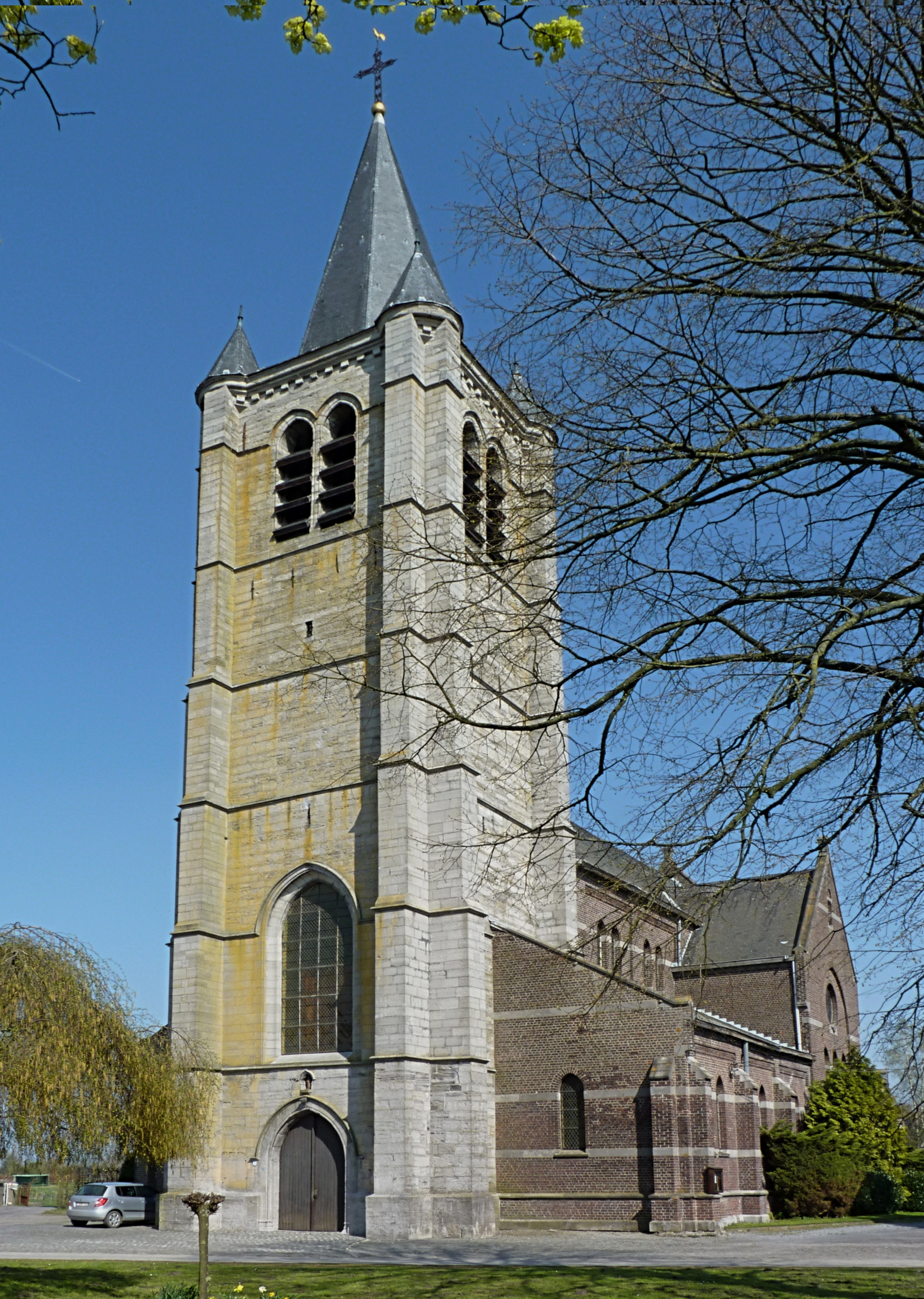
L'église Saint-Antoine L'Ermite.

La tour de l'ancienne église Saint-Antoine l'Ermite est classée. Elle date de 1432 et avait été construite en pierre de Tournai, venues par l'Escaut, par les soins des seigneurs de Germignies.
C'est à cause des querelles entre lesdits seigneurs et ceux du Quesnoy au sujet de leurs places à l'église que les premiers, voulant en finir, obtinrent la permission d'ériger un édifice religieux dans leur domaine. Par dépit, les châtelains du Quesnoy construisirent une chapelle en leur château. Conséquence : l'église n'est pas au centre géographique du village. En 1777, on démolit la nef pour agrandir le bâtiment devenu trop exigu ; la population étant alors de 2.200 habitants.
Le 17 juillet 1911, un incendie violent la dévaste et seule la tour est épargnée. L'édifice fut reconstruit en style néo-gothique, en 1912-13, suivant les plans de l'architecte Clerbaut de Tournai.

### Culture

#### Coutumes anciennes

##### La lessive
Jusqu'en 1880, la lessive était annoncée d'avance afin de retenir le personnel requis. Les buresses (nom dérivant de « buée ») étaient demandées pour telle date, toujours à peu près la même pour chaque foyer. Les jeunes gens veillaient, la nuit, sur le linge étendu dans les grandes prairies.

##### Le papenai et la baromai
Il s'agit de deux fêtes, la première pour la récolte du colza, la seconde pour celles du froment.
Lors de ces manifestations, on mangeait du riz à la cassonade, on jouait au piquet en buvant de grandes pintes de bière.
Pour la baromai, le fermier tuait les plus beaux coqs, puis on mangeait des gaufres pour boucher les trous.

## Galerie

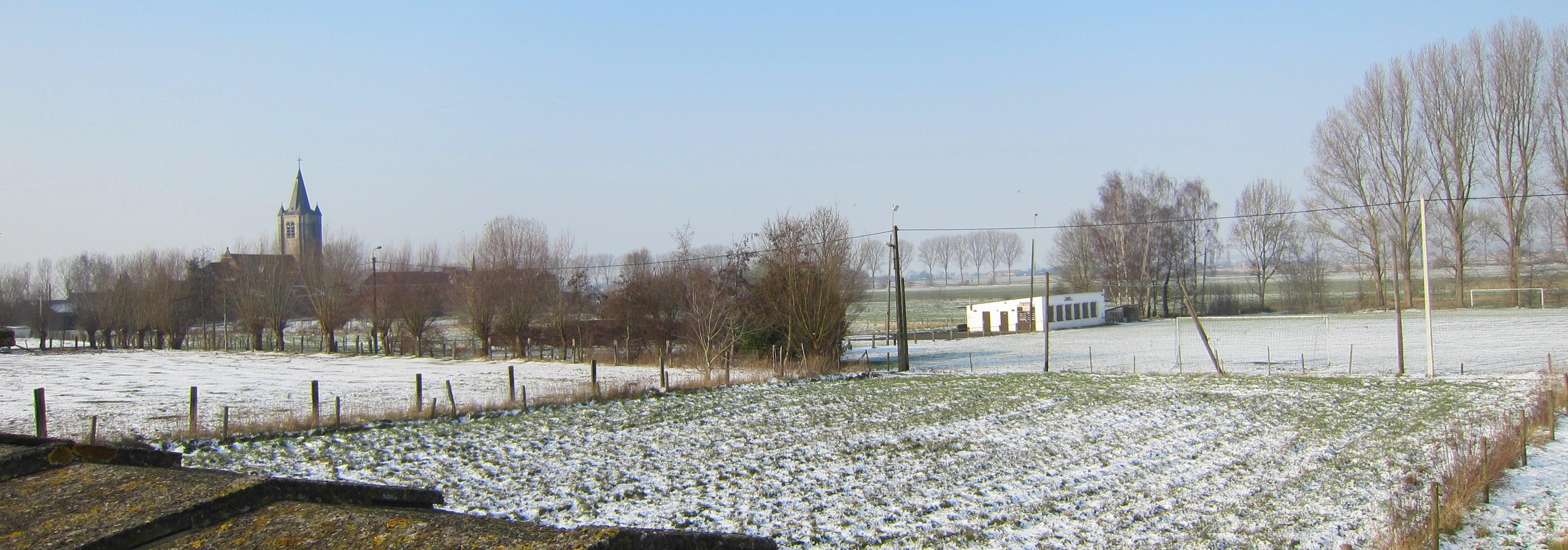
Le village en hiver.

## Économie

### Métiers d'antan

#### Métiers anciens
La terre de Pottes est très favorable à la culture du lin. Une petite industrie rouissait, teillait et filait. Dans beaucoup de maisons, il y avait une salle à tisser. Les femmes et leurs filles avaient un rouet.
En 1925, on cultivait beaucoup de tabac. Les enfants étaient engagés pour enfiler les feuilles. Les ouvriers adultes gagnaient alors jusqu'à 25 F par jour. Le tabac était vendu à 9 F le kg.
Au moulin Peteaux au marais de Lannois et à la Mousserie, deux moulins à huile fonctionnaient. Celui de la Mousserie fut détruit par la tempête de 1876.
Trois moulins à vent à farine furent aussi démolis ; ils étaient établis au Grand Semet, rue Bazin, au moulin dit Allard et le moulin de l'Alouette.
En 1930, on dénombrait huit tourailles ou séchoirs de chicorées. En 1880, la chicorée se vendait à 20 F la tonne ; en 1930, le prix avait décuplé.
Chez Emile Bocquet-Henneghien, on brûlait les cossettes blanches issues des séchoirs ; elles étaient ensuite moulues et prêtes à accompagner votre café.
Chez Polet, au Rivage, une briqueterie produisait annuellement 700 000 à 800 000 briques.
On y dénombrait aussi deux brasseries et une vinaigrerie.

### Foire agricole de Pottes
Comme chaque année, elle se déroule le 2e week-end de septembre dans un champ de la commune. Le dimanche sont exposés des tracteurs et des machines agricoles de toutes marques. Le samedi a lieu une soirée dans le chapiteau.